# Cannon Films
Cannon Group Inc. foi uma empresa de produção cinematográfica norte-americana que produziu uma considerável quantidade de filmes de baixo e médio orçamento entre 1967 e 1993. O Cannon Group é uma distribuição cinematografica pelo estúdios da Warner Bros., MGM e Universal Studios e as fitas de vídeo no Brasil pela América Vídeo é uma empresa do grupo Paris Filmes, e a Warner Home Video com apoio do SBT.
O Cannon Group era dirigido pelos produtores israelenses Menahem Golan e Yoram Globus (n. 1929 e 1941, respectivamente, em Tiberias). A dupla inicialmente produziu filmes em Israel, como Operation Thunderbolt, e a comédia adolescente de sucesso internacional Lemon Popsicle (Eis am Stiel), antes de mudarem suas operações para os Estados Unidos em 1979.
A Cannon produziu os filmes de Chuck Norris, como Braddock - O Super Comando, Invasão U.S.A. e Comando Delta. Produziu também filmes estrelados pelo ator Charles Bronson, principalmente os da série Desejo de Matar. Filmes como Falcão - O Campeão dos Campeões, Mestres do Universo, O Último Americano Virgem, a versão de Franco Zefirelli para Otelo (baseada na ópera de Verdi), Superman IV: Em Busca da Paz, As Minas do Rei Salomão, entre muitos outros.

## Personalidades
- Arnold Schwarzenegger
- Chuck Norris
- Sho Kosugi
- Charles Bronson
- Sylvester Stallone
- Jean-Claude Van Damme
- Christopher Reeve
- Sylvia Kristel
- Kirstie Alley
- Dolph Lundgren
- Harrison Ford
- Woody Allen